# كريس ووكر (لاعب كرة سلة)
كريس ووكر (بالإنجليزية: Chris Walker)‏ (و. 1994  م) هو لاعب كرة السلة، من الولايات المتحدة، ولد في بونيفاي، فلوريدا، يلعب كلاعب هجوم قوي الجسم.

## التعليم
تعلم في جامعة فلوريدا.

## روابط خارجية
- كريس ووكر على موقع سبورتس رفرنس (الإنجليزية)
- كريس ووكر على موقع كرة السلة الأوروبية.كوم (الإنجليزية)
- كريس ووكر على موقع كلية كرة السلة في سبورتس رفرنس.كوم (الإنجليزية)
- كريس ووكر على موقع ريلجم (الإنجليزية)
- كريس ووكر على موقع بروبوليرز (الإنجليزية)
- كريس ووكر على موقع سبورتس رفرنس (الإنجليزية)